# Verbraucherschutz
Verbraucherschutz, österreichisch und schweizerisch Konsumentenschutz, bezeichnet die Gesamtheit der Bestrebungen und Maßnahmen, die Menschen in ihrer Rolle als Verbraucher beziehungsweise Konsumenten von Gütern oder Dienstleistungen schützen sollen. Er beinhaltet auch staatlich übertragene Funktionen an Verbraucherschutzverbände. Dieser Schutzbedarf beruht auf der Grundlage, dass Verbraucher gegenüber den Herstellern und Vertreibern von Waren und gegenüber Dienstleistungsanbietern strukturell unterlegen sind, das heißt infolge geringerer Fachkenntnis, Information, Ressourcen und/oder Erfahrung benachteiligt werden können. Anliegen und Aufgabe des Verbraucherschutzes ist es, dieses Ungleichgewicht sinnvoll auszugleichen und dem Verbraucherinteresse gegenüber der Anbieterseite zu einer angemessenen Durchsetzung zu verhelfen.
Der Verbraucherschutz umfasst neben Verbrauchsgütern auch sonstiges Gut (etwa permanent vorhandene Infrastruktur), daher spricht man moderner von „Konsument“ und „Konsumentenschutz“.
In einem weiteren Sinne wird der Begriff auch gebraucht, um den von gesetzlichen Vorschriften gewährleisteten Schutz vor Gesundheitsgefahren zu bezeichnen (siehe Sicherheitshinweis), die Verbrauchern typischerweise drohen (z. B. durch Verunreinigungen im Trinkwasser). Insoweit ist der Sprachgebrauch uneinheitlich; manche sprechen von Verbraucherschutz, manche von Gesundheitsschutz oder auch „gesundheitlichem Verbraucherschutz“.

## Geschichte
Umfangreiche Systeme zum Verbraucherschutz waren im deutschsprachigen Raum bereits im Hochmittelalter etabliert, wo Städte und Landesherren dazu ausführliche Verordnungen und Erlasse durchsetzten. Zunächst betrafen sie überwiegend die Grundversorgung der Bevölkerung mit Lebensmitteln, deren Mindestqualitätskriterien und vertretbaren Preise. Ebenso wurden Warenqualitäten, Verkaufspreise, Schankmengen, Verkaufsmaße und -gewichte reglementiert und bei Zuwiderhandlungen geahndet. Als Beispiel sei hier das Reinheitsgebot angeführt, jedoch gab es auch zu zahlreichen weiteren Geschäfts- und Lebensbereichen, wie beispielsweise dem Getreidehandel, Bäckereien, Metzgereien oder der Wasserversorgung ausführliche Verordnungen. Neben dieser erster Entwicklungsphase des Verbraucherschutzes gebe es noch vier weitere identifizierbare Phasen, in denen parallel die Verbraucherforschung etabliert und ausgebaut wurde. Diese weiteren Phasen lassen sich in chronologischer Reihenfolge zurückführen auf den wirtschaftlichen Aufschwung der Nachkriegszeit, das Erstarken Sozialer Bewegungen mit dem Ziel nach mehr Autonomie und Mündigkeit, der Kritik an der Globalisierung und des Massenkonsums und der Dynamik des Informationszeitalters.

## Leitbild
Das traditionelle ökonomische Leitbild unterscheidet nicht zwischen dem Verbraucher und dem Unternehmer. Beide sind demnach voll „mündig“ und selbst zu Entscheidungen fähig, willens und in der Lage (Homo oeconomicus).
Hingegen zeichnet das aktuelle Verbraucherleitbild ein anderes Bild. Denn legt man Studien über das tatsächliche Verbraucherverhalten zugrunde, so wird deutlich, dass der Verbraucher nicht nur auf Informationen des Unternehmers angewiesen ist, sondern auch nur eine bestimmte Menge an Information verarbeiten kann (information overload) und zudem auch nicht immer rational handeln kann. Diese Erkenntnisse nutzt die Anbieterseite, indem sie in ihrer Werbung nicht umfassend und objektiv über ihre Produkte informiert. Auch sind die Unternehmer unter Nutzung psychologischer Erkenntnisse bestrebt, sachlich nicht begründete Kaufanreize unterschwellig zu transportieren und den Verbraucher zum schnellen unkontrollierten Geschäftsabschluss zu drängen.
Aus Sicht des Verbraucherschutzes begründet sich das Leitbild des schutzbedürftigen Verbrauchers, weil dieser den Anbietern von Produkten und Dienstleistungen strukturell unterlegen ist. Der Verbraucher hat grundsätzlich zum einzelnen Kauf nicht das gleiche Fachwissen und die diesbezüglichen Überprüfungsressourcen wie der allenfalls international tätige Unternehmer, dessen tägliches Geschäft das jeweilige Feld ist. Zwischen Unternehmer und Verbraucher besteht also eine gewisse „Ungleichsgewichtslage“ und ein Macht- und Informationsgefälle, welches durch das Verbraucherrecht ausgeglichen werden soll. Dieses Leitbild beim Verbraucher (mangelnde Rechtskenntnis, wirtschaftliche Unterlegenheit, psychologische Hindernisse, unübersehbares Warenangebot) hat sich auch in der Arbeit des Gesetzgebers weitgehend durchgesetzt (siehe unten). International gesehen gibt es zum Verbraucherschutz unterschiedliche Zugänge. Denn während in Europa vorwiegend ein Vorsorgeprinzip vorherrscht, gilt bei US-amerikanische Stellen das Wissenschaftsprinzip.
Das Treffen bewusster Verbraucherentscheidungen hängt weiterhin weitgehend davon ab, dass Verbraucherinformation verfügbar und transparent ist („informierter Verbraucher“). In einigen Bereichen wird versucht, dies durch Gesetze zu gewährleisten (zum Beispiel bei den Inhaltsangaben für verpackte Lebensmittel, Vorschreibung verständlicher Produktinformationen etc.) oder dass bei bestimmten Geschäften Übereilungs-, Beweis- und Informationsschutz durch Formvorschriften (beginnend bei der Schriftlichkeit bis hin zu notariellen Dokumentationen) oder die Dokumentationspflicht von Aufklärungen (Rücktrittsrechte, Kreditnehmerrechte etc.) besteht. Gerade im Online-Handel beziehungsweise im Bereich des Online-Rechtsgeschäft oder Fernabsatzes hat der Verbraucherschutz einen wichtigen Stellenwert. Auch soll dem Verbraucher eindeutig klar sein, ob bzw. wann und mit wem er den Vertrag abschließt, wie dieses Unternehmen grundsätzlich agiert und ob das Unternehmen seinen Pflichten (z. B. hinsichtlich Steuern, Umweltauflagen etc.) nachvollziehbar nachkommt. Natürlich sollen durch den Verbraucherschutz die Verbraucher vor allenfalls rechtswidriger Beteiligung an Handlungen von Unternehmen hinsichtlich Geldwäsche, Steuerhinterziehung oder Korruption bewahrt werden.
International gesehen versucht der Verbraucherschutz dazu entgegenzuwirken, dass Großunternehmen, Banken und Unternehmerverbände die sie betreffenden Formvorschriften (z. B. Richtlinien zum Online-Handel, Schriftlichkeit bei Verbrauchergeschäften, Aufzeichnungen zum Konsumentenschutz, das Vorliegen von aussagekräftigen Registern oder Dokumentationen bei Änderungen in der Unternehmensstruktur oder dem Unternehmenskapital) zurückdrängen. Umgekehrt bekommt der Verbraucherschutz und die Nachvollziehbarkeit der Finanzdienstleister bzw. der Großunternehmen einen höheren Stellenwert bei der Finanzaufsicht. Dazu gilt gemäß der österr. Finanzmarktaufsicht zur Digitalen Revolution im Finanzsektor wie bei Erleichterungen beim mobilen Bezahlen und Geldüberweisen mit dem Smartphone, bei Finanzierungen mit Krypto-Währungen und beim Crowdinvesting trotz aller Erleichterungen bzw. Beschleunigungstendenzen weiterhin der Grundsatz „Das hohe Niveau des Verbraucherschutzes darf durch die Digitalisierung nicht verwässert werden.“ In vielen Bereichen, beispielsweise bei Finanzgeschäften, Textilien, Nahrungsmittel oder Technik, fehlen aber für viele Verbraucher noch weitgehende verständliche aussagekräftige Informationen zum Produkt oder dessen Entstehung.
Neuere Ergebnisse der Hirnforschung lassen deutliche Zweifel am Modell eines rational handelnden Verbrauchers aufkommen. In der weitaus größten Zahl der Fälle werden (auch wirtschaftliche) Entscheidungen unbewusst getroffen. Im Rahmen von Strategien des Neuromarketing will man sich die wissenschaftlichen Erkenntnisse zunutze machen und über gezielte Sinnesreize bestimmte Reaktionen im Gehirn erzeugen. Kritiker sehen hierin eindeutige Ansätze für Manipulation.

## Träger und Themen
Träger des Verbraucherschutzes sind staatliche Institutionen, private Vereine und Verbrauchermedien.
Themen des Verbraucherschutzes sind unter anderem:
- Anlegerschutz
- Lebensmittelkennzeichnung
- Mieterschutz
- Produktsicherheit
- Verbraucherbildung
- Verbraucherdatenschutz
- Verbrauchervertrag
- Vergleichender Warentest

## Nationales

### Deutschland

#### Verbraucherrecht
Im deutschen Recht gibt es kein gesondertes Verbraucherschutzgesetz, das alle Fragen des Verbraucherrechts regeln würde. Rechtsnormen, die hauptsächlich oder nebenbei Zielen des Verbraucherschutzes dienen, gibt es in sehr vielen Einzelgesetzen. Oft überschneidet sich die Zielsetzung des Verbraucherschutzes auch mit anderen Zielsetzungen. Dies liegt daran, dass der Konsument nur in bestimmten sozialen Zusammenhängen als Verbraucher betrachtet wird. Die gleichen Personen können der gleichen Gefährdung auch in einem anderen Zusammenhang ausgesetzt sein, z. B. als Arbeitnehmer. Eine Vorschrift, die den Umgang mit einer Chemikalie regelt, kann deswegen sowohl dem Arbeitsschutz dienen als auch dem Verbraucherschutz und womöglich auch noch dem Umweltschutz. Als Rechtsgebiet ist der Verbraucherschutz nicht eindeutig abgrenzbar. Die folgende Aufzählung von Verbraucherschutzvorschriften des deutschen Rechts ist deshalb nicht abschließend und enthält insbesondere im öffentlichen Recht auch Normen, die zugleich andere Zielsetzungen verfolgen.
Im Bürgerlichen Gesetzbuch (BGB) gehören dazu die Regelungen zu unbestellten Leistungen (§ 241a BGB), die Vorschriften über die Grundsätze bei Verbraucherverträgen und besondere Vertriebsformen (§§ 312–312k BGB), die Regelungen zum Widerrufsrecht bei Verbraucherverträgen (§§ 355–361 BGB), die Vorschriften zum Verbrauchsgüterkauf (§§ 474–479 BGB), zu Teilzeit-Wohnrechteverträgen, Verträgen über langfristige Urlaubsprodukte, Vermittlungsverträgen und Tauschsystemverträgen (§§ 481–487 BGB), zu Verbraucherdarlehensverträgen (§§ 491–505 BGB), ebenso die Regelungen über Finanzierungshilfen zwischen einem Unternehmer und einem Verbraucher (§§ 506–509 BGB) und über Ratenlieferverträge (§ 510) sowie Vorschriften zur Unabdingbarkeit und Anwendung auf Existenzgründer Verbraucher (§§ 511–512 BGB), die Regelungen zur Vermittlung von Verbraucherdarlehensverträgen (§§ 655a–655e BGB), zu Gewinnzusagen (§ 661a), zu Wertstellungsdatum und Verfügbarkeit von Geldbeträgen (§ 675t). Auch die Vorschriften zum Mieterschutz im Wohnraummietrecht (§§ 549–577a BGB) zählen zum Verbraucherrecht im weiteren Sinn. Viele weitere Vorschriften des Bürgerlichen Rechts lassen sich nicht eindeutig dem Verbraucherschutz zuordnen, weil sie den Ausgleich typischer Interessengegensätze zwischen Vertragsparteien bezwecken und damit nicht ausschließlich Schutznormen zugunsten des Verbrauchers sind, sondern generell den Vertragspartner schützen wollen. Zu diesen Vorschriften gehören z. B. diejenigen über Allgemeine Geschäftsbedingungen (§§ 305–310 BGB).
Viele Formvorschriften sind auch vom Verbraucherschutz motiviert, z. B. die Notwendigkeit, einen Grundstückskaufvertrag von einem Notar beurkunden zu lassen (§ 311b Abs. 1 BGB). Damit soll für Verträge, die typischerweise zu hohen Summen und mit der Absicht dauerhaften Eigentumserwerbs geschlossen werden, die fachkundige Beratung durch den beurkundenden Notar sichergestellt werden. Daneben bestehen eindeutig dem Verbraucherrecht zuzuordnende Formvorschriften wie z. B. die Schriftform für Teilzeitwohnrecht- und Verbraucherdarlehensverträge, aber auch die Textform für Belehrungen des Verbrauchers über das bei bestimmten Vertragsarten (Verbraucherdarlehen, Teilzeit-Wohnrechteverträg) bzw. Vertriebswegen (z. B. Haustürgeschäfte, Fernabsatzverträge) bestehende Widerrufsrecht.
Viele Vorschriften des öffentlichen Rechts, die auf zahlreiche Gesetze verstreut sind, dienen dem (meist gesundheitlichen) Verbraucherschutz. Diese Gesetze verpflichten in der Regel Hersteller und Händler von Waren zur Einhaltung bestimmter Mindeststandards im Hinblick auf Rohstoffe, sonstige Ausgangsmaterialien oder Zusatzstoffe oder auch im Hinblick auf Herstellungsverfahren oder Verpackungen. Im deutschen Recht ist die wichtigste derartige Rechtsnorm das Gesetz über den Verkehr mit Lebensmitteln, Tabakerzeugnissen, kosmetischen Mitteln und sonstigen Bedarfsgegenständen (Lebensmittel- und Bedarfsgegenständegesetz – LMBG) bzw. dessen Nachfolgeregelung, das Lebensmittel- und Futtermittelgesetzbuch (LFGB). Aufgrund dieses Gesetzes wurden zahlreiche Verordnungen mit sehr detaillierten Vorschriften erlassen, z. B. die Kosmetik-Verordnung. Weitere wichtige Gesetze aus diesem Bereich sind beispielsweise das (inzwischen aufgehobene) Fleischhygienegesetz und das Arzneimittelgesetz.
Seit Inkrafttreten der Insolvenzordnung (InsO) Anfang 1999 besteht eine Möglichkeit zur Zahlungs-Entpflichtung (Restschuldbefreiung gem. §§ 286 ff. InsO) durch Gerichtsbeschluss für überschuldete Verbraucher nach Abschluss eines mindestens sechsjährigen Verbraucher-Insolvenzverfahrens.
Auch das Wettbewerbsrecht (geregelt vor allem im Gesetz gegen den unlauteren Wettbewerb – UWG), das früher nur die Mitbewerber untereinander schützte und die Belange des Verbrauchers nur indirekt (reflexartig) in den Blick nahm, hat nach heutiger Rechtslage eine verbraucherschützende Aufgabe (so ausdrücklich § 1 UWG).
Die Verbraucherzentralen haben in Deutschland gemäß § 8 Abs. 1 Nr. 4 Rechtsdienstleistungsgesetz (seit 1. Juli 2008, davor § 3 Nr. 8 Rechtsberatungsgesetz) das Recht zur außergerichtlichen Rechtsbesorgung und können so im Rahmen ihres Aufgabenkreises neben Rechtsanwälten Verbraucher außergerichtlich beraten und vertreten.

#### Aktivitäten
In den vergangenen Jahren hat die öffentliche Wahrnehmung des Verbraucherschutzes stark zugenommen. Lebensmittelskandale, gefährliche Haushaltsgeräte, Deregulierung ehemals staatlicher Monopole (z. B. Post, Telefon, Bahn) bzw. von Gebietskartellen (z. B. Strom), neue Vertragsformen (z. B. Mobilfunkverträge) stellen neue Herausforderungen für Verbraucher dar. Politik und Gesetzgebung in EU, Bund und Ländern wenden sich vermehrt dem Thema zu. Im Zuge von Lebensmittelskandalen wurde etwa das vormalige Bundesministerium für Ernährung, Landwirtschaft und Forsten 2001 in ein Bundesministerium für Verbraucherschutz, Ernährung und Landwirtschaft umbenannt. In den letzten Jahren entwickeln sich insbesondere auch die teilweise unseriösen Geschäftspraktiken von Telekommunikationsunternehmen zu einem Schwerpunktthema im Verbraucherschutz.
In Berlin trägt seit 2002 eine Senatsverwaltung den Begriff Verbraucherschutz im Namen. Die in der Stadt tätigen ca. 200 Verbraucherschutzorganisationen sind in einem Netzwerk Verbraucherschutz zusammengefasst und präsentieren sich in einem Verbraucherwegweiser, einer Art Gelben Seiten im Internet. Mit einer Langen Nacht des Verbraucherschutzes, einer Publikumsveranstaltung mit Tausenden Besuchern, wurde ein Auftakt gesetzt. Seither veranstaltet die Senatsverwaltung für Justiz, Verbraucherschutz und Antidiskriminierung regelmäßig Verbrauchermärkte zum Weltverbrauchertag, hat deutschlandweit erstmals Jugendverbraucherschutztage und Seniorenkonferenzen veranstaltet, bringt Verbrauchereinrichtungen in Stadtquartiere mit hoher Arbeitslosigkeit und hohem Anteil an Menschen mit Migrationshintergrund und präsentiert mit dem Berliner Verbraucherfest eine Gesamtschau aller Beratungs- und Hilfsangebote für Verbraucher als Straßenfest am Kurfürstendamm, der Berliner Shoppingmeile schlechthin.
Seit Ende 2013 ist der Verbraucherschutz auf Bundesebene behördlich im Bundesministerium der Justiz und für Verbraucherschutz angesiedelt.

#### Verbrauchergerechtes Scoring
Gemäß § 31 Abs. 1 Bundesdatenschutzgesetz (BDSG), wird Scoring als „Verwendung eines Wahrscheinlichkeitswerts über ein bestimmtes zukünftiges Verhalten einer natürlichen Person zum Vertragsverhältnisses mit dieser Person“ definiert.
Es entsteht jedoch immer wieder die Frage, wie Scoring eingesetzt wird. Um den Missbrauch um Scoring zu verhindern, stellte der Sachverständigenrat für Verbraucherfragen im Bundesministerium der Justiz und für Verbraucherschutz am 31. Oktober 2018 die Studie „Verbrauchergerechtes Scoring“ vor.
Es ist nicht das Ziel, Scoring zu verbieten. Erreicht werden sollen verständliche, faire und transparente Verfahren. Daher empfiehlt die Studie: Scoring für den Verbraucher verständlich machen. Das angewendete Scoring-Verfahren sollte für den Durchschnittsverbraucher verständlich sein. Bei komplexen Verfahren sollte eine Aufsichtsbehörde oder zumindest eine Verbraucherorganisation Kenntnis haben.
- Scoring-Wissen und Kompetenzen fördern. Das Wissen zu den Grundaspekten sollte vermittelt werden.
- Diskriminierung prüfen und offenlegen. Die Auskunftsansprüche der Verbraucher sollten gestärkt werden.
- Telematikfreie Option sicherstellen. Insbesondere im Versicherungsbereich sollten diskriminierungsfreie Verträge mit und ohne Telematik-Option angeboten werden.
- Score-Qualität gewährleisten. Qualitätssicherungsverfahren für Algorithmen sollten entwickelt werden. Anbieter in den sensiblen Bereichen sollten ihre Algorithmen Behörden gegenüber darlegen und überprüfbar machen.
- Datenqualität sichern. Die Korrektheit, Vollständigkeit und Aktualität der Daten sollte durch den Scoring-Anbieter sichergestellt werden.
- Aufsicht verbessern. Die Bundesregierung sollte eine Digitalagentur als Kompetenzzentrum aufbauen, die einzelne Behörden unterstützt.
- Super-Scores verhindern. Die Entwicklungen von Super-Scores, sollten zunächst sorgfältig verfolgt und analysiert werden. Ein öffentlicher Diskurs über die sich damit verändernden Werte sollte geführt werden.

Die Verbraucherschutzminister der Bundesländer stellten auf ihrer Konferenz im Mai 2019 fest, dass auf Algorithmen basierende Entscheidungen im Verbraucheralltag rasant zugenommen haben. Sie forderten die Bundesregierung auf, eine gut ausgestattete behördliche Kontrollaufsicht für computergestützte Entscheidungsprozesse zu schaffen und für mehr Transparenz und Schutz zu sorgen. Sie beschlossen, dass deutlich erkennbar sein müsse, welche Datenkategorien und Kriterien zu welchem Zweck verwendet würden und wie die Daten in die Bewertung einflössen.

#### Rechtspolitik
Im Oktober 2019 stellte die zuständige Ministerin Christine Lambrecht wesentliche Punkte ihrer Agenda vor. Sie arbeitet an einem Gesetz für faire Verbraucherverträge. Es soll künftig eine Pflicht geben, das beim telefonischen Vertragsschluss Gesprochene schriftlich zu dokumentieren, bevor der Vertrag endgültig in Kraft gesetzt wird.

#### Abmilderung der Folgen der COVID-19-Pandemie
Für viele Verbraucherverträge, die Dauerschuldverhältnisse sind und vor dem 8. März 2020 geschlossen wurden, wird mit Art. 5 des Gesetzes zur Abmilderung der Folgen der COVID-19-Pandemie im Zivil-, Insolvenz- und Strafverfahrensrecht bis zum 30. Juni 2020  für Verbraucher und Kleinstunternehmen, die die Zahlungsansprüche der Unternehmer derzeit wegen der Folgen der COVID-19-Pandemie in Deutschland nicht erfüllen können, ein Leistungsverweigerungsrecht begründet (Art. 240 § 1 EGBGB n.F.). Damit wird gewährleistet, dass die Schuldner insbesondere von Leistungen der Grundversorgung (Strom, Gas, Telekommunikation, soweit zivilrechtlich geregelt auch Wasser) nicht abgeschnitten werden, weil sie ihren Zahlungspflichten krisenbedingt nicht nachkommen können.

## Kritik am Verbraucherschutz
An einzelnen Konzepten und Maßnahmen des Verbraucherschutzes wird grundsätzliche Kritik geübt.

### Verbraucherschutz und Vertragsfreiheit
Vielfach beschränkt Verbraucherschutz die Vertragsfreiheit. Von bestimmten rechtlich vorgegebenen Regelungen darf nicht zu Ungunsten des Verbrauchers abgewichen werden. Beispielsweise führte der Gesetzgeber als Verbraucherschutzmaßnahme eine Gewährleistungspflicht auch für gebrauchte Waren (z. B. Gebrauchtautos) ein. Kauft ein Verbraucher Waren von einem gewerblichen Anbieter (etwa von einem Gebrauchtwagenhändler), so darf der Verkäufer dem Käufer vertraglich nicht den Verzicht auf die Gewährleistung abverlangen.
Diese Beschränkung der Vertragsfreiheit soll zu Umgehungs- und Vermeidungsprozessen führen: In Deutschland sind aufgrund dieser Gesetzeslage Händler bestrebt, Gebrauchtwagen nicht mehr auf eigene Rechnung zu verkaufen, da sie meinen, dass das Risiko nicht tragbar ist. Stattdessen tritt der Händler heute üblicherweise als Vermittler eines Kaufs von privat an privat auf. Inwieweit diese Praxis zulässig ist oder gegen das gesetzliche Verbot von „Umgehungsgeschäften“ (§ 475 Absatz 1 Satz 2 BGB) verstößt, hat der Bundesgerichtshof noch nicht endgültig entschieden.

### Aushebelung des Verursacherprinzips
Die Anbieterseite beklagt, dass verbraucherschützende Gesetzesregelungen (z. B. das AGB-Gesetz, das inzwischen in das Bürgerliche Gesetzbuch übernommen wurde) vielfach dazu führen, dass Kosten nicht mehr verursachergerecht belastet werden dürfen. Zum Beispiel dürfen Banken ihren Kunden keine Kosten für die Rückgabe von Lastschriften oder für die Bearbeitung von Kontopfändungen in Rechnung stellen.

### Durchsetzung von Verbraucherrecht
Ein weiteres Problem besteht darin, das gesetzlich geregelte Verbraucherrecht juristisch durchzusetzen. Gerade wenn einem Verbraucher kein oder nur ein geringer finanzieller Schaden entsteht, lohnt sich eine Klage für ihn nicht bzw. birgt unverhältnismäßige Risiken. Ausgelöst durch den Dieselskandal ist am 1. November 2018 das Gesetz zur Einführung einer zivilprozessualen Musterfeststellungsklage in Kraft getreten, das es Verbraucherverbänden ermöglicht, zur Durchsetzung von Verbraucherrechten gegen Unternehmen Musterfeststellungsklagen einzureichen. Verbraucher, die sich von einem Unternehmen in einer bestimmten Sache geschädigt fühlen, können sich der Klage anschließen, indem sie sich in das Verbandsklageregister eintragen. Der Anschluss ist für die Verbraucher kostenlos. Seit dem 13. Oktober 2023 gibt es zudem eine zur Umsetzung von EU-Recht eingeführte Abhilfeklage, durch die im Gegensatz zur Musterfeststellungsklage keine Feststellung, sondern eine Leistung begehrt wird.

### Reduzierung von Innovationen
Der US-amerikanische Wirtschaftswissenschaftler Milton Friedman kritisiert Verbraucherschutz am Beispiel des Arzneimittelzulassungssystems. Er kritisiert insbesondere, dass Verbraucherschutzeinrichtungen dazu tendierten, zurückhaltend auf Neuerungen zu reagieren und beispielsweise vor der Zulassung neuer Arzneimittel unangemessen viele Tests verlangen würden, um schädliche Nebenwirkungen auszuschließen. Friedman behauptet, es gäbe „starke Indizien“ dafür, dass mehr Menschen durch eine zu späte Zulassung zu Schaden kommen oder sterben, als durch (Neben-)Wirkungen zu Schaden kommen.

### Verbraucherschutz und unaufmerksame Konsumenten
Der britische Ökonom Mark Armstrong betont, dass zu starker Verbraucherschutz zu Moral Hazard führen kann. Denn er senkt die Anreize für Verbraucher, selbst auf sich zu achten. So kann es geschehen, dass Verbraucherschutz in Summe für die Verbraucher schädlich ist.

## Verbraucherorganisationen
Ausgewählte Verbraucherorganisationen nach ihrem räumlichen Betätigungsgebiet:

### International
- Consumers International (CI)[19]
- International Consumer Research & Testing (ICRT)

### Europa
- Bureau Européen des Unions de Consommateurs (BEUC)

### Deutschland
- Bauherren-Schutzbund
- Bund der Energieverbraucher
- Bund der Versicherten (BdV)
- Bund für Anleger- und Verbraucherschutz (BAV)[20]
- Deutscher Bahnkunden-Verband
- Deutsches Institut für Verbraucherschutz
- Deutscher Konsumentenbund
- Deutsche Stiftung Patientenschutz
- Digitalcourage
- Foodwatch
- Schutzgemeinschaft der Kapitalanleger
- Stiftung Warentest
- Verband Wohneigentum
- Verband Wohnen im Eigentum
- Verbraucher Initiative
- Verbraucherrat des DIN
- VerbraucherService im Katholischen Deutschen Frauenbund
- Verbraucherzentrale
- Deutscher Mieterbund
- Deutsche Umwelthilfe

### Belgien
- Verbraucherschutzzentrale (VSZ) Ostbelgien

### Österreich
- Verein für Konsumenteninformation
- Verbraucherschutzverein (VSV)[21]

### Schweiz
- Associazione consumatrici e consumatori della Svizzera italiana ACSI
- Fédération romande des consommateurs FRC
- Konsumentenforum kf
- Stiftung für Konsumentenschutz SKS
- k-tipp
- Saldo
- Beobachter

## Behörden und Ausschüsse

### Europäische Union
- Generaldirektion Gesundheit und Lebensmittelsicherheit
- Kommissar für Verbraucherpolitik
- Rat für Beschäftigung, Sozialpolitik, Gesundheit und Verbraucherschutz
- Ausschuss für Binnenmarkt und Verbraucherschutz

### Deutschland
- Bundesministerium für Umwelt, Naturschutz, nukleare Sicherheit und Verbraucherschutz
- Bundesamt für Verbraucherschutz und Lebensmittelsicherheit
- Bundesinstitut für gesundheitlichen Verbraucherschutz und Veterinärmedizin
- Ausschuss für Ernährung, Landwirtschaft und Verbraucherschutz
- Ministerium für Ländlichen Raum, Ernährung und Verbraucherschutz Baden-Württemberg
- Bayerisches Staatsministerium für Umwelt und Verbraucherschutz
- Landesamt für Umwelt, Gesundheit und Verbraucherschutz, Brandenburg
- Behörde für Justiz und Verbraucherschutz, Hamburg
- Hessisches Ministerium für Umwelt, Klimaschutz, Landwirtschaft und Verbraucherschutz
- Niedersächsisches Landesamt für Verbraucherschutz und Lebensmittelsicherheit
- Ministerium für Landwirtschaft und Verbraucherschutz des Landes Nordrhein-Westfalen
- Landesamt für Natur, Umwelt und Verbraucherschutz Nordrhein-Westfalen
- Sächsisches Staatsministerium für Soziales und Verbraucherschutz
- Senatsverwaltung für Justiz, Verbraucherschutz und Antidiskriminierung, Berlin

### Schweiz
- Preisüberwacher

### Vereinigte Staaten von Amerika (USA)
- Consumer Financial Protection Bureau (CFPB, bis 2025)
- Food and Drug Administration (FDA)
- Federal Trade Commission (FTC)
- US Department of Justice (DOJ)